# 側金盞花
側金盞花（學名：Adonis amurensis），別名福壽草、福壽花、元日草、早春花、冰涼花、冰了花、冰凌花、冰里花、頂冰花、冰郎花、朔日草，屬於側金盞花屬多年生草本植物，種小名amurensis来自中國黑龍江（Amur）的英文名，主要分布於中國東北、韓國、日本、西伯利亞。花期在2月到4月的早春寒冷時期，所以有早春花的別名，也因為開花時期大都正逢過年，因此也有福壽草、朔日草以及元日草等別稱。

## 形态

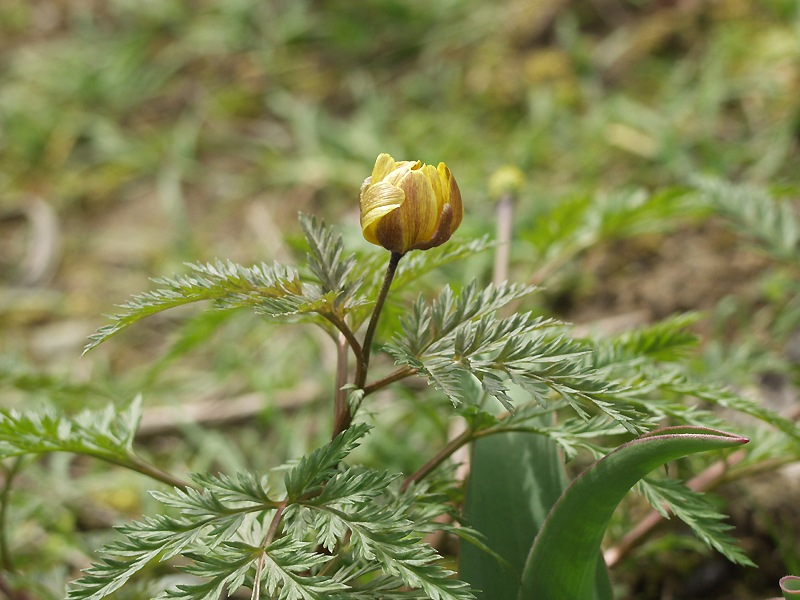
陰暗或夜晚時側金盞花朵會縮回花苞狀

側金盞花一般大多呈現約3cm～4cm左右的黃色花朵，而歐洲品種則為紅花較多，另外還有其他少有品種是呈綠色、白色、橙色和重瓣的花朵。莖棕色直立較短而粗，成株大約為10cm～40 cm，葉綠色或棕色互生呈二回羽狀複葉，直接長在主莖上或頂端部份，根部較粗呈長條型。對於日照以及溫度相當敏感，陽光照射時花朵燦爛綻放，但移動到陰暗處時在短時間之內花朵就會縮起。花期過後還會有短暫的綠葉時期，並且會結果，果實為圓球狀，但到了初夏地上部份會慢慢枯萎，呈現休眠狀態，直到秋後才又慢慢長出嫩葉。

## 用途
一般用途多為美化或造園的配置花卉。根莖也作為中藥材使用，藥性平和味苦，有利尿、強心與鎮靜的功效。雖然沒有許多證據及資訊表明該植物的毒性，但它屬於有毒植物的屬，因此以下評論可能適用於該物種：「此植物存在極少量的毒性原理。但它吸收不良，因此中毒的可能性不大」。側金盞花成分中所含的化合物，如果運用錯誤或過量有可能會造成嘔吐、腹瀉等消化器官障礙，之後會出現脈象紊亂、呼吸不規則等現象，嚴重時還會有昏睡、呼吸困難，最後導致心律不整，心肌顫動、腎衰竭等症狀，嚴重時有可能威脅生命。同屬植物春福壽草（Adonis vernalis）也可能會加強某些藥品的副作用，例如：利尿劑、瀉劑以及類固醇方面的藥物。在德國甚至將春福壽草當作有毒植物而受到嚴密保護。

## 栽培
一般在氣溫較低的春季與秋季直接播種或是採分株方式即可種植，在秋末時期萌芽，此時就要移植到日光充足的地方，如果陽光不充足也會導致不開花的現象。花謝之後葉片會開始茂盛生長，此時需要移動到較陰暗處，等候地面上的莖葉都枯萎進入休眠期時，需放置在通方良好處存放。栽培時由於根部較為多而肥大，如果是盆栽方式儘量採用較深的花盆種植。

## 其他圖像

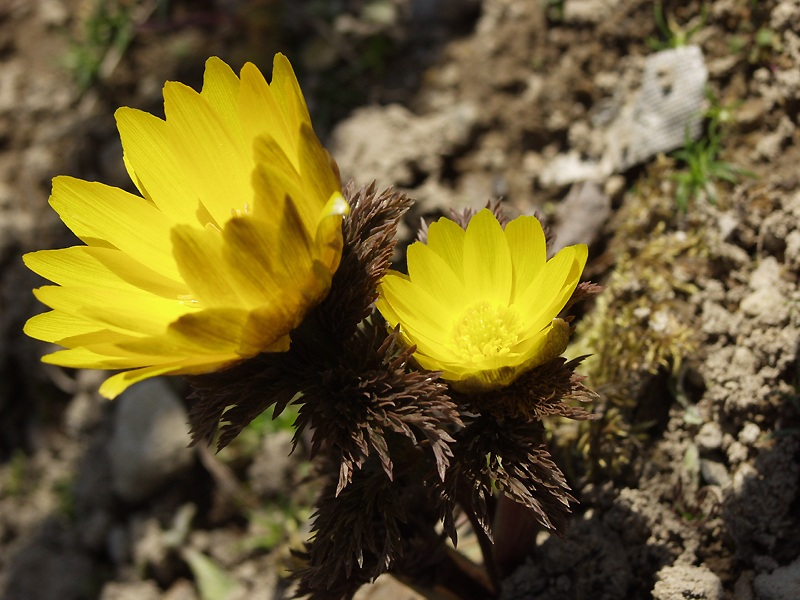
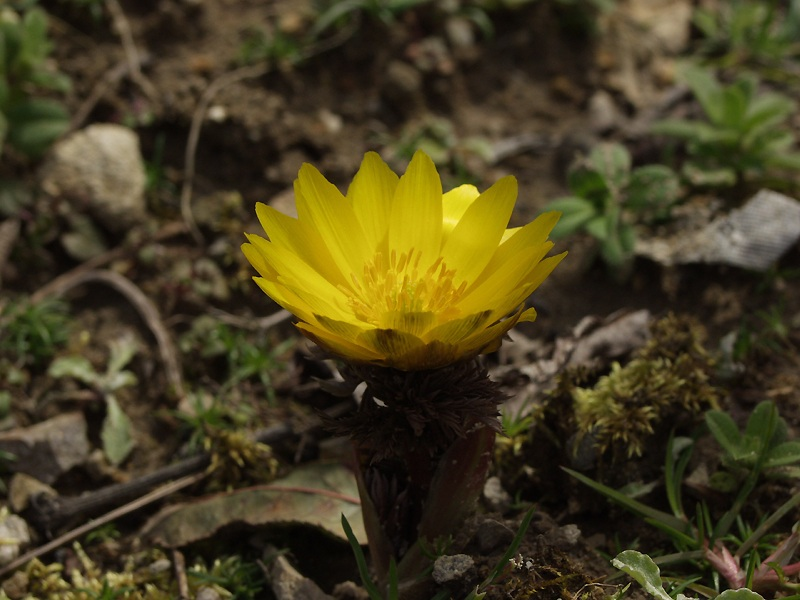
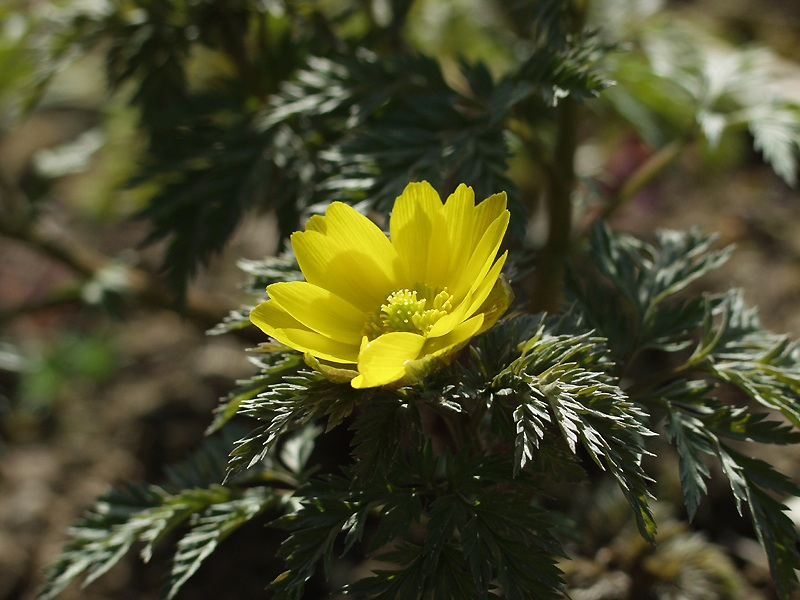

## 相關聯結
- （中文）希臘神話中的植物世界（页面存档备份，存于）
- （日語）（北信洲的花草圖鑑）
- （日語）http://www.takii.co.jp/flower/howto/lecture/s_p35.html （页面存档备份，存于）（福壽草栽培基礎說明）
- （日語）（毒草‧福壽草）